# Lost Frequencies
Felix De Laet (født 30. november 1993), kendt under sit kunstnernavn Lost Frequencies, er en belgisk DJ og musikproducer. Han er bedst kendt for sine singler "Are You with Me" i 2014, "Reality" i 2015 og "Where Are You Now" med Calum Scott i 2021.

## Diskografi
- Less Is More (2016)
- Alive and Feeling Fine (2019)

## Hæder
| År   | Organisation     | Pris                    | Værk                | Resultat         | Ref.  |
| ---- | ---------------- | ----------------------- | ------------------- | ---------------- | ----- |
| 2016 | Echo Awards      | Dance International     | "Are You with Me"   | Vundet           | [ 4 ] |
| 2016 | Echo Awards      | Hit of the Year         | "Are You with Me"   | Vundet           | [ 4 ] |
| 2017 | WDM Radio Awards | Best New Talent         | Himself             | Nomineret        | [ 5 ] |
| 2023 | Brit Awards      | Best International Song | "Where Are You Now" | Skabelon:Pending | [ 6 ] |

### DJ MagazineTop 100
| År   | Placering | Noter             | Ref.  |
| ---- | --------- | ----------------- | ----- |
| 2016 | 117       | Non Entry         | [ 7 ] |
| 2017 | 26        | New Entry (Up 91) | [ 7 ] |
| 2018 | 17        | Up 9              | [ 7 ] |
| 2019 | 20        | Down 3            | [ 7 ] |
| 2020 | 21        | Down 1            | [ 7 ] |
| 2021 | 25        | Down 4            | [ 7 ] |
| 2022 | 28        | Down 3            | [ 7 ] |